# Jürgen Flimm
Jürgen Flimm (Gießen, Hesse; 17 de julio de 1941-Berlín; 4 de febrero de 2023) fue un director de teatro y de ópera alemán. Tras consolidarse como uno de los exponentes del Regietheater, Flimm fue llamado a gestionar teatros y festivales de renombre. Sus producciones operísticas en Alemania lo llevaron a una carrera internacional, con óperas representadas en los Países Bajos, Austria, Suiza, Inglaterra, Italia y los Estados Unidos.

## Biografía y carrera
Flimm nació en Giessen. Estudió teoría del drama, literatura y sociología en la Universidad de Colonia y comenzó su carrera con su primer puesto como asistente de dirección en el Kammerspiele de Múnich en 1968. Ocupó cargos como director en el Teatro Nacional de Mannheim y como director sénior en el Teatro Thalia de Hamburgo (1973–74), luego trabajó como director independiente y director en el Schauspiel de Colonia.
En 1985, se unió una vez más al Teatro Thalia, donde trabajó como director principal durante los siguientes quince años y que se convirtió, bajo su dirección, en uno de los teatros de voz de mayor éxito artístico y económico de Alemania. Entre sus producciones más importantes en Hamburgo se encuentran obras de Anton Chekhov ( Platónov, 1989; Uncle Vanya, 1995; Three Sisters, 1999), Henrik Ibsen ( Peer Gynt, 1985; The Wild Duck, 1994), Arthur Schnitzler ( Liebelei, 1988; Das weite Land, 1995) y William Shakespeare ( Hamlet, 1986; King Lear, 1992; Como gustéis, 1998).
Con la producción de 1978 de Al gran sole carico d'amore de Luigi Nono en Fráncfort, Flimm cooperó con el director de orquesta austriaco Nikolaus Harnoncourt, quien se convirtió en su socio artístico más importante. Durante los últimos años, Flimm produjo obras de Beethoven, Haydn, Mozart, Schubert, Verdi, Gounod, Stravinsky, Franz Schreker y otros en La Scala de Milán, la Metropolitan Opera, la Royal Opera House, Covent Garden, la Lyric Opera de Chicago, la Ópera Estatal de Berlín, la Ópera de Zúrich, la Ópera Estatal de Viena y la Ópera Estatal de Hamburgo. En el verano de 2000, puso en escena una nueva versión del Anillo de Wagner para el Festival de Bayreuth, y en junio de 2002, fue responsable de la realización escénica del estreno mundial de Der Riese vom Steinfeld de Friedrich Cerha en la Ópera Estatal de Viena.
Flimm fue profesor en la Universidad de Hamburgo y miembro de las Academias de Artes de Hamburgo, Múnich, Berlín y Fráncfort. Recibió el título de doctor honorario de la Universidad de Hildesheim. Entre sus premios y galardones se encuentran: la Medalla de Arte y Ciencia de la Ciudad Libre y Hanseática de Hamburgo, el Premio Konrad-Wolf de la Academia de las Artes de Berlín, la Bundesverdienstkreuz (Orden de la RFA) y la Österreichische Ehrenkreuz für Kunst und Wissenschaft (Cruz Austriaca de Honor de las Artes y las Ciencias).
Entre 1999 y 2003, Flimm fue presidente de la Deutsche Bühnenverein (Asociación Alemana de Teatro), de 2002 a 2004 director de teatro en el Festival de Salzburgo. Desde 2005 hasta 2007, Flimm fue el director de la RuhrTriennale, siguiendo al director fundador Gerard Mortier. Director artístico del Festival de Salzburgo desde 2007 hasta 2010, fue intendente de la Ópera Estatal de Berlín desde 2010 hasta el 31 de marzo de 2018.
Flimm murió el 4 de febrero de 2023 en Berlín, a la edad de 81 años.